# Zevende Elfstedentocht
De zevende Elfstedentocht werd verreden op 6 februari 1941.

## De bezetting
Voor de organisatie was de grote vraag in de winter van 1940 op 1941 niet of het ijs wel goed genoeg was. Het was een strenge winter, en het was voor iedereen duidelijk dat het ijs goed genoeg was. De grote vraag was of de tocht wel gehouden moest worden, nu Nederland bezet was door de Duitsers. Tal van verschillende bepalingen maakten de organisatie van de tocht een stuk ingewikkelder. Tussen zonsondergang en zonsopgang moesten alle ramen verduisterd worden. Voor de tocht die grotendeels in het donker verreden werd, betekende dit grote problemen. De Vereniging De Friesche Elf Steden was duidelijk in haar standpunt: de tocht zou niet doorgaan. Maar toen de vorst maar van geen wijken wilde weten, werd de druk van het publiek groter en groter. Uiteindelijk ging het bestuur op een vergadering op maandag 3 februari overstag. De tocht zou op 6 februari verreden worden. Wel kregen de schaatsers de boodschap om de tocht beslist niet aan te grijpen om te demonstreren tegen de Duitse bezetter.

## Inschrijving
De oorlogssituatie waarin Nederland verkeerde, weerhield de Elfstedenschaatsers er niet van om een poging te wagen het beroemde Elfstedenkruisje in handen te krijgen. Bij honderden schreven de deelnemers zich in bij de zes kantoren die voor dat doel waren ingericht. Op een dergelijke opkomst had de organisatie niet gerekend. Bij de inschrijvingskantoren kwam men door de drukte er niet aan toe alle deelnemers te tellen. De zevende Elfstedentocht is dan ook de enige waarvan het precieze deelnemersaantal niet bekend is.

## De wedstrijd
In tegenstelling tot de vorige tocht was Dokkum weer de eerste stempelpost. Al op het traject Leeuwarden - Dokkum namen Auke Adema, Cor Jongert en Joop Bosman de leiding. Na 51 minuten werd er voor de eerste keer afgestempeld. Op weg naar Bartlehiem knalde Cor Jongert op tegen een tegenligger. In Franeker moest hij van de dokter uit de tocht stappen. Adema reed alleen zijn geboortestad Franeker binnen. Ook in Harlingen schaatste hij nog solo aan de leiding. Bij Witmarsum kwam Joop Bosman hem weer achterop. Samen kwamen de beide mannen aan in Bolsward. Vanwege de opgebouwde voorsprong op hun achtervolgers namen Bosman en Adema in Workum de tijd om wat te eten. Pas toen zij het publiek hoorden juichen voor hun achterliggers stormden zij de herberg uit om de achtervolging in te zetten.
In Hindeloopen namen zij opnieuw de leiding. Hendrik de Boer uit Warga sloot zich bij Stavoren bij het tweetal aan, maar moest tussen Stavoren en Sloten weer afhaken. Bosman kwam een minuut later dan Adema aan in Sloten. In Sneek kreeg Adema te maken met een zware inzinking. Na een paar minuten gerust te hebben bond hij de schaatsen toch weer onder om de laatste 24 kilometer af te leggen. Auke Adema kwam na 9 uur en 19 minuten aan in Leeuwarden als winnaar van de zevende Elfstedentocht.

## Uitslag

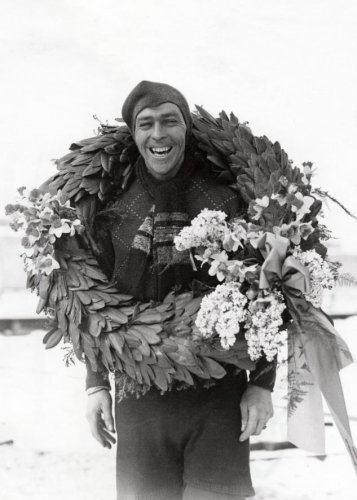
Adema (1941)

| Positie | Naam            | Woonplaats    | Tijd |
| ------- | --------------- | ------------- | ---- |
| 1       | Auke Adema      | Franeker      | 9.19 |
| 2       | Joop Bosman     | Breukelen     | 9.22 |
| 3       | Lo Geveke       | Leeuwarden    | 9.24 |
| 4       | Auke de Vries   | Franeker      | 9.24 |
| 5       | Abe de Vries    | Giethoorn     | 9.31 |
| 6       | Jan van der Bij | Anna Paulowna | 9.31 |
| 7       | H. de Boer      | Warga         | 9.31 |
| 8       | Sietze de Groot | Weidum        | 9.36 |
| 9       | P. Boekestijn   | Maasland      | 9.47 |
| 10      | W. Heeringa     | Grouw         | 9.47 |

## De schaatsers
Dankzij het milde weer en de goede kwaliteit van het ijs wisten veel toertochtschaatsers de tocht te voltooien. Van de ongeveer 1900 tochtrijders wisten 1672 het Elfstedenkruisje in bezit te krijgen. Een speciale wedstrijd voor vrouwen was er nog niet, maar desondanks ontstond er toch een strijd tussen Sjoerdtsje Faber en Wopkje Kooistra. Tot Franeker bleef Faber aan de leiding, maar toen zij viel wist Kooistra haar vlak voor Harlingen voorbij te gaan. Bij Hindeloopen haalde Faber Kooistra weer in, waardoor zij samen aan de stempelpost verschenen. Bij Stavoren wist Kooistra opnieuw op haar concurrente uit te lopen. Kooistra kwam in een tijd van 11 uur en 9 minuten binnen in Leeuwarden, op zestienjarige leeftijd. Langebaan- en marathonschaatser Jorrit Bergsma is een achterneef van Hutting-Kooistra. Faber had 11 uur en 27 minuten nodig. Ook vermeldenswaardig is de prestatie van K.L. Kamp. Deze schaatste niet alleen op die dag de tocht, maar had deze eerder die week ook al afgelegd.
Niet veel schaatsers deden zoveel moeite als de Amsterdammer Wim Augustin om aan de tocht deel te nemen. Na een lange fietstocht kwam hij via de Afsluitdijk om twee uur 's nachts in Harlingen aan. Daar werd hij aangehouden voor overtreding van de Spertijd. Om vier uur 's nachts werd hij vrijgelaten waarna hij op de fiets naar Leeuwarden ging om daar net op tijd te zijn voor de start van de tochtrijders. Ook enkele schaatsers uit Nijega kwamen in de problemen, omdat zij de spertijd overtraden. Enkele weken na de tocht moesten zij voor de rechter komen, omdat zij na het voltooien van de tocht nog naar huis fietsten. De rechter legde "de laagste boete, die ik ooit voor deze overtreding gaf" op.
vóór 1909 
· 1e (2 januari 1909)
· 2e (7 februari 1912)
· 3e (27 januari 1917)
· 4e (12 februari 1929)
· 5e (16 december 1933)
· 6e (30 januari 1940)
· 7e (6 februari 1941)
· 8e (22 januari 1942)
· 9e (8 februari 1947)
· 10e (3 februari 1954)
· 11e (14 februari 1956)
· 12e (18 januari 1963)
· 13e (21 februari 1985)
· 14e (26 februari 1986)
· 15e (4 januari 1997)